# Winger
Winger je americká rock-progmetalová skupina z New Yorku založená v roce 1987. Skupina získala úspěch v 80. a na začátku 90. letech a vydala dvě platinová alba Winger (1988) a In the Heart of the Young (1990). V roce 1990 byla skupina nominována na americkou hudební cenu za „nejlepší novou heavymetalovou skupinu“. V 90. letech se hudební scéna změnila kvůli žánru grunge a po vydání třetího alba skupiny Pull (1993) popularita skupiny upadala.
Skupina na začátku kariéry kombinovala hudební styl glam metalu a progresivního metalu. Později přešli na hudební styl hard rocku s heavy metalem a progresivního metalu. Také frontman kapely Kip Winger nazval skupinu jako glammetalová verze Dream Theater.
V roce 1994 se skupina Winger rozpadla. Mezi lety 2001–2003 však absolvovala několik úspěšných turné. V roce 2006 se dala znovu dohromady, aby nahrála po 13 letech studiové album a následně se vydala na rozsáhlé turné.

## Členové

### Současní
- Kip Winger – zpěv, baskytara, akustická kytara, klávesy (1987–1994, 2001–2003, 2006–dosud)
- Reb Beach – kytary, doprovodný zpěv (1987–1994, 2001–2003, 2006–dosud)
- Rod Morgenstein – bicí, perkuse (1987–1994, 2001–2003, 2006–dosud)
- John Roth – kytary, doprovodný zpěv (host: 1992–1994, 2001–2003, 2006–dosud)
- Paul Taylor – klávesy, rytmická kytara, doprovodný zpěv (1987–1992, 2001–2003, 2013–2014, 2014–2018, 2018–dosud)

### Dřívější
- Cenk Eroglu – klávesy, rytmická kytara (2006–2009, host: 2014, 2023)
- Donnie Wayne Smith – baskytara (2014, 2016), kytary, doprovodný zpěv (2014–2019)

## Diskografie
- Winger (1988)
- In the Heart of the Young (1990)
- Pull (1993)
- IV (2006)
- Karma (2009)
- Better Days Comin' (2014)
- Seven (2023)